# Elite-Rennen 1983
Im Jahre 1983 wurde auf der Trabrennbahn in Gelsenkirchen zum 37. Mal das Elite-Rennen ausgetragen.

## Vorgeschichte
Im 37. Elite-Rennen wurde der Rennpreis um 50.000 DM zurückgenommen. Ianthin, der aus französischer Zucht stammende Hengst, hatte 14 Tage zuvor den Prix-René-Balliére im Hippodrome de Vincennes in Paris für sich entschieden. Er hatte in der beachtlichen Kilometerzeit von 1:14,2 (1 min 14,2 s) über die Renndistanz von 2.100 Metern gewonnen. Über all dem stand der Sieg im mit 580.000 schwedischen Kronen (damals knapp 194.000 DM) dotierten Elitloppet in Solvalla, in welchem er sich im Finallauf gegen die beiden aus amerikanischer Zucht stammenden Spice Island und Snack Bar durchgesetzt hatte. Die Kilometerzeit in Schweden betrug 1:13,2 über die Meilendistanz. Im Elite-Rennen in Gelsenkirchen trafen die drei Pferde erneut aufeinander. Ianthin wurde vom wettenden Publikum mit einem Siegtoto von 20:10 (heute 2,0 für 1 €) ins Rennen geschickt. Dahinter rangierten Snack Bar zum Toto von 32:10, und die deutschen Hoffnung Spice Island (Stall Cicero) mit Kurt Hörmann im Sulky.

## Rennverlauf
Das 37. Elite-Rennen wurde am Sonntag, den 10. Juli um 16:54 Uhr gestartet. Bereits kurz nach dem Start verfiel Ianthan beim Kampf um die Führung in Galopp und wurde disqualifiziert. Durch die Behinderung des Nachfolgers Lutin d’Isigny und dessen Ausweichmanöver galoppierte Snack Bar ebenfalls. Auch Space Island kam aus dem Tritt und wurde als drittes Pferd disqualifiziert rot (zu viel Galopp). Somit war nun der Weg für die Außenseiter gestellt. Kombo (Siegtoto 168:10) zeigte mit Championfahrer Heinz Wewering im Sulky gute Formen, erreichte hinter Dartster F die Zielgerade. Der französische Fuchshengst Lutin d’Isigny mit Jean-Paul Andre zeigte sich, und es entwickelte sich ein dramatisches Finish zwischen dem Franzosen und dem führenden Schweden Dartster F. Erst kurz vor der Linie hatte Lutin d’Isigny eine Kopflänge Vorsprung und siegte in der Kilometerzeit von 1:16,2 über die Renndistanz von 2.500 Metern. Zweites Pferd wurde Dartster F mit einer Längen vor Kombo. Mit 2 Längen Abstand folgten Lancon und Keystone Patriot. Nathalia Trot endete hinter der Fahne (mehr als 10 Sekunden hinter dem Sieger). Es liefen 10 Pferde.
Die Rennpreise (Wert) verteilten sich zu 70.000 – 35.000 – 20.000 – 15.000 und 10.000 DM auf die ersten fünf Plätze.

## Nachgang
Auf den Sieg (Siegwette) von Lutin d’Isigny wurden 92.- DM für 10 DM Einsatz an die Wetter zurückgezahlt. Lutin d’Isigny zahlte in der Platzwette 26:10, Dartster F 54:10 und Kombo 26:10.
Die Quote der Zweierwette für Lutin d’Isigny – Dartster F betrug 1824:10. In der Dreierwette gab es für die Reihenfolge Lutin d’Isigny – Dartster F – Kombo sensationelle 163164:10 (163.164 Mark Gewinn für 10.-Mark Einsatz).
Ianthin startet nach dem Elite-Rennen nur noch einmal in Frankreich und beendete damit am 7. November seine Rennkarriere.